# Здание уездного ревкома Хакасии
Объект культурного наследия регионального значения. Здание, в котором с января по ноябрь 1924 года размещался первый уездный революционный комитет Хакасии, руководимый большевиком Итыгиным Георгием Игнатьевичем, было построено в начале XX века. 
Вероятно, в 1930-е годы здесь размещалось НКВД.
Здание представляло собой одноэтажный, крестовый, бревенчатый дом, вытянутый прямоугольником, рубленный в обло (т. е. с выступающими концами брёвен). В 1999 году были проведены ремонтные работы. Для облицовки здания использовался силикатный кирпич. При осмотре технического состояния объекта сотрудники Госохранинспекции установили, что бревенчатые стены здания сохранились и скрыты под современными отделочными материалами.
В настоящее время в здании размещается Хакасское республиканское отделение Всероссийского добровольного пожарного общества.
На самом здании установлена мемориальная доска.